# Hinteregg (bergstopp)
Hinteregg är en bergstopp i Schweiz.   Den ligger i regionen Prättigau/Davos och kantonen Graubünden, i den östra delen av landet, 170 km öster om huvudstaden Bern. Toppen på Hinteregg är 2 396 meter över havet, eller 182 meter över den omgivande terrängen. Bredden vid basen är 3,3 km.
Terrängen runt Hinteregg är varierad. Närmaste större samhälle är Chur, 13,8 km väster om Hinteregg. 
Trakten runt Hinteregg består i huvudsak av gräsmarker. Runt Hinteregg är det glesbefolkat, med 8 invånare per kvadratkilometer.